# چینوه چوکوگو-روی
چینوه افئوما چوکوگو-روی (انگلیسی: Chinwe Ifeoma Chukwuogo-Roy؛ ۲ مهٔ ۱۹۵۲ – ۱۷ دسامبر ۲۰۱۲) نقاش اهل نیجریه بود. او از سال ۱۹۷۵ به بعد در بریتانیا زندگی می‌کرد. چوکوگو-روی همچنین نشان امپراتوری بریتانیا را نیز دریافت کرده‌است.